# Парамонов, Александр Васильевич
Александр Васильевич Парамонов (род. 12 мая 1978, Богородск, Горьковская область, СССР) — российский управленец, государственный и политический деятель, кандидат экономических наук, доцент. Директор Нижегородского института управления РАНХиГС с 2019 года. Депутат Законодательного собрания Нижегородской области.

## Биография
Родился 12 мая 1978 года в городе Богородске Горьковской области. Отец — подполковник запаса, мать — учитель русского языка и литературы. Окончил среднюю школу № 21 в Дзержинске. В 2000 году окончил Вольское высшее военное училище тыла по специальности «Менеджмент», в 2008 году — Волго-Вятскую академию государственной службы по специальности «Государственное и муниципальное управление», в 2023 году — ИГСУ РАНХиГС по программе подготовки высших управленческих кадров с присвоением квалификации «Доктор государственного управления».
В 2012 году защитил диссертацию на соискание учёной степени кандидата экономических наук. Приказом Министерства науки и высшего образования Российской Федерации от 21.02.2019 Александру Парамонову присвоено ученое звание доцента. 

## Карьера
В 1995—2004 годах служил в Вооруженных Силах Российской Федерации.
В 2004—2008 годах работал в отделе архива и реестра недвижимости филиала «Нижтехинвентаризация» в Дзержинске в должностях главного и ведущего специалиста, начальника сектора.
В 2008—2011 годах был заместителем директора филиала Волго-Вятской академии государственной службы в Дзержинске, в 2011—2015 годах — заместителем директора Дзержинского филиала РАНХиГС.
В 2015—2021 годах был директором Дзержинского филиала РАНХиГС.
С 2019 года является директором Нижегородского института управления РАНХиГС.

## Общественно-политическая деятельность
С 2009 года — член партии «Единая Россия», состоит в Дзержинском местном отделении партии.
С 2019 по 2021 год был депутатом и заместителем председателя Городской думы города Дзержинска, руководителем фракции партии «Единая Россия».
В 2021 году избран по одномандатному избирательному округу № 10 Дзержинска в Законодательное собрание Нижегородской области. Член комитетов по бюджету и налогам, социальным вопросам, транспорту и дорожному хозяйству.
Член рабочей группы по совершенствованию системы патриотического воспитания Комитета по молодёжной политике Государственной Думы РФ.
Также является членом правления и попечительского совета благотворительного фонда «Ратники Отечества», соучредителем и председателем попечительского совета нижегородской региональной общественной организации воспитания и развития молодёжи «Радость активной жизни», членом благотворительного фонда «Дзержинск и мы», председателем попечительского совета Нижегородского регионального общественного фонда поддержки спорта и спецподразделений Нижегородской области «Поволжье», членом «Союза десантников России», членом Общественного совета при ГУ МВД России по Нижегородской области.
Председатель Наблюдательного совета Нижегородской региональной физкультурно-спортивной общественной организации «Федерация бокса». Вице-президент Федерации спортивной борьбы г. Нижнего Новгорода и Федерации дзюдо Нижегородской области. Кандидат в мастера спорта по дзюдо.
С 2022 года — заместитель председателя физкультурно-спортивного клуба «Парламент».

## Спортивные достижения
- Бронзовый призёр Чемпионата России по дзюдо среди мастеров-ветеранов 2011 (г. Липецк)
- Серебряный призёр XV Международного турнира по дзюдо среди мастеров-ветеранов 2014 (г. Санкт-Петербург)
- Бронзовый призёр Чемпионата России по дзюдо среди мастеров-ветеранов 2014 (г. Воронеж)
- Серебряный призёр Чемпионата города Москвы по дзюдо среди мастеров-ветеранов 2014 (г. Москва)
- Победитель Чемпионата России по дзюдо среди мастеров-ветеранов 2023 (г. Пенза)

## Личная жизнь
Женат, воспитывает четверых детей.

## Награды
- Медаль «ВДВ России 85 лет» (2015)
- Медаль «90 лет Воздушно-десантным войскам России» (2020)
- Медаль ордена «За заслуги перед Отечеством» II степени (2020)[14]
- Медаль «В память 800-летия Нижнего Новгорода» (2021)
- Медаль «100 лет контрольно-ревизионным органам Минфина России» (2023)
- Медаль «Генерал армии Комаровский» (2023)
- Медаль «30 лет Законодательному Собранию Нижегородской области» (2024)
- Медаль «За содействие» (2024)